# Lanterne des morts de Culhat
La lanterne des morts de Culhat est un monument funéraire, situé sur la commune de Culhat, dans le département français du Puy-de-Dôme.

## Généralités
La lanterne, autrefois dans le cimetière, est situé maintenant au nord du bourg de Culhat, dans le département du Puy-de-Dôme, en région Auvergne-Rhône-Alpes, en France.

## Historique
La Lanterne des morts de Culhat date du XIIe siècle. Autrefois située à l'intérieur du cimetière de la commune, le monument est déplacé à son emplacement actuel en 1921.
Le monument est classé au titre des monuments historiques par arrêté du 12 juillet 1886.

## Description
Ce type de monument est plutôt rare pour la région. La lanterne, de style roman, fait environ 4 mètres de hauteur et est construite en pierre de taille venant d'une carrière locale. Le monument consiste en un socle à sa base, surmonté d'un fut creux sur lequel repose une lanterne à six ouvertures. L'ensemble est coiffé d'une calotte ovoïde surmonté d'une croix,. Une ouverture à hauteur d'homme percée dans le fut permettait de hisser une chandelle jusqu'à la hauteur de la lanterne, devenant ainsi un « phare vers le repos éternel pour les défunts »,.

## Galerie

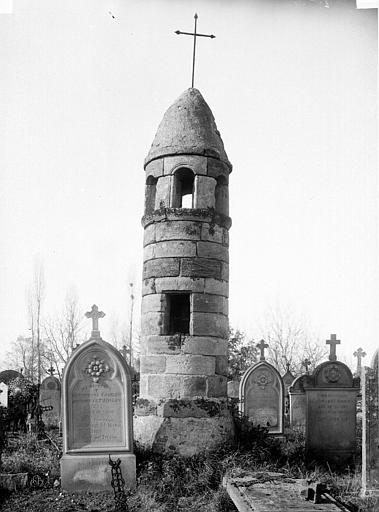
La lanterne dans le cimetière (fin XIXe siècle, début XXe siècle)
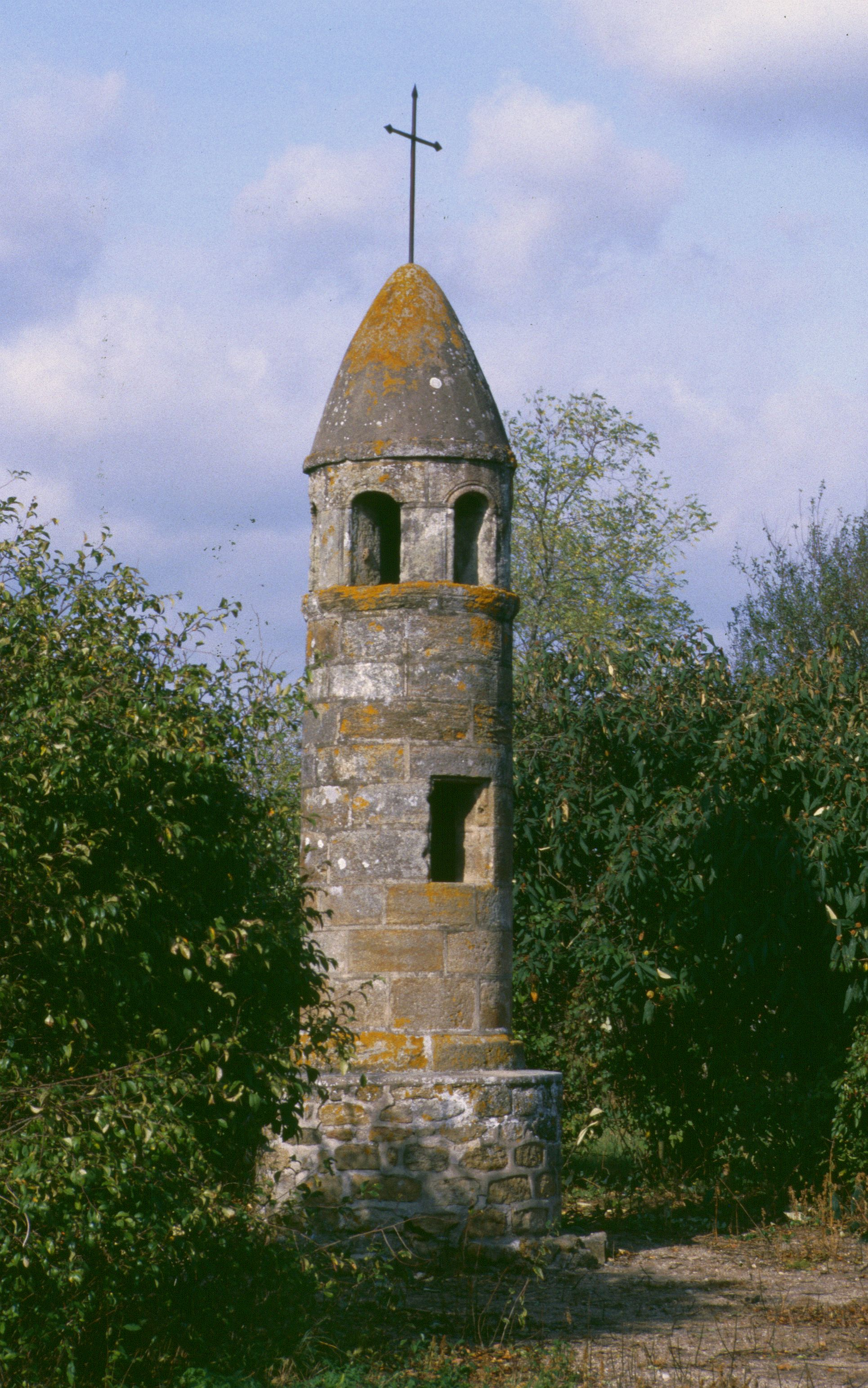